# Deskaheh Levi General
Deskaheh Levi General (* 5. März 1873; † 27. Juni 1925) wurde unter seinem Chieftitel Deskaheh bekannt. Er war ein Erbchief der Cayuga und Sprecher der Six Nations der Haudenosaunee – die auch Irokesen genannt werden.
Deskaheh Levi General versuchte in einer diplomatischen Mission 1923 vom Völkerbund in Genf die Anerkennung der nationalen Eigenständigkeit der Six Nations zu erlangen und scheiterte.
Heute wird das Territorium der Six Nations vom Staat Kanada beansprucht, während Angehörige der Six Nations sich weiterhin als unabhängige Nation betrachten. Hauptort ihres Territoriums ist Ohsweken.
Sein Besuch in der Schweiz, wo er mehr als ein Jahr blieb und gut besuchte Vorträge hielt, erregte großes mediales und politisches Aufsehen.  Es kam sogar zu einem kurzen Treffen mit dem Schweizer Bundespräsidenten Karl Scheurer. Von den Verantwortlichen des Völkerbundes wurde er nicht empfangen.